# Ophthalmitis ocellata
Ophthalmitis ocellata är en fjärilsart som beskrevs av John Henry Leech 1889. Ophthalmitis ocellata ingår i släktet Ophthalmitis och familjen mätare. Inga underarter finns listade i Catalogue of Life.